# Odpočívající Kristus

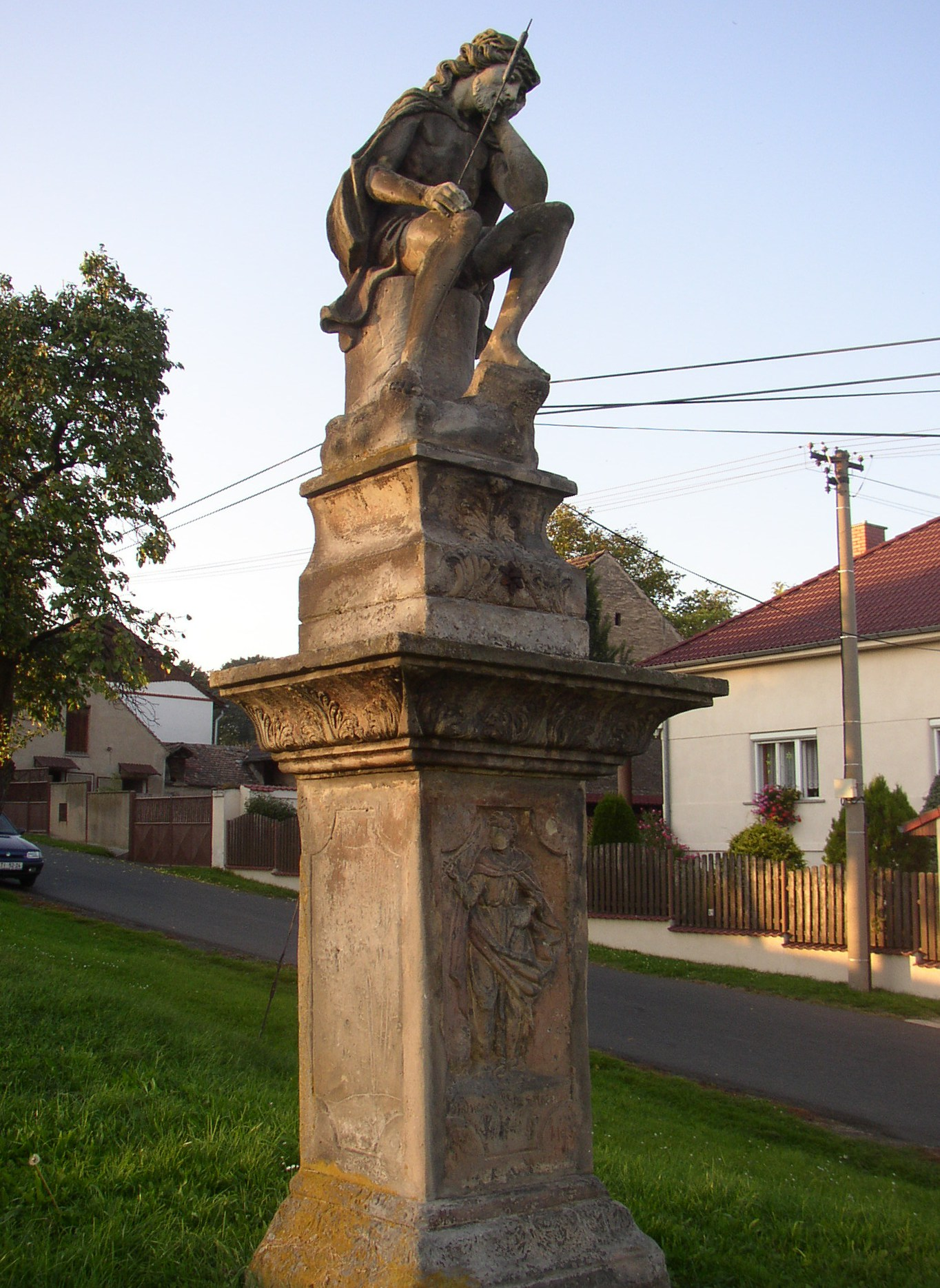
Socha odpočívajícího Krista v Čížkovicích

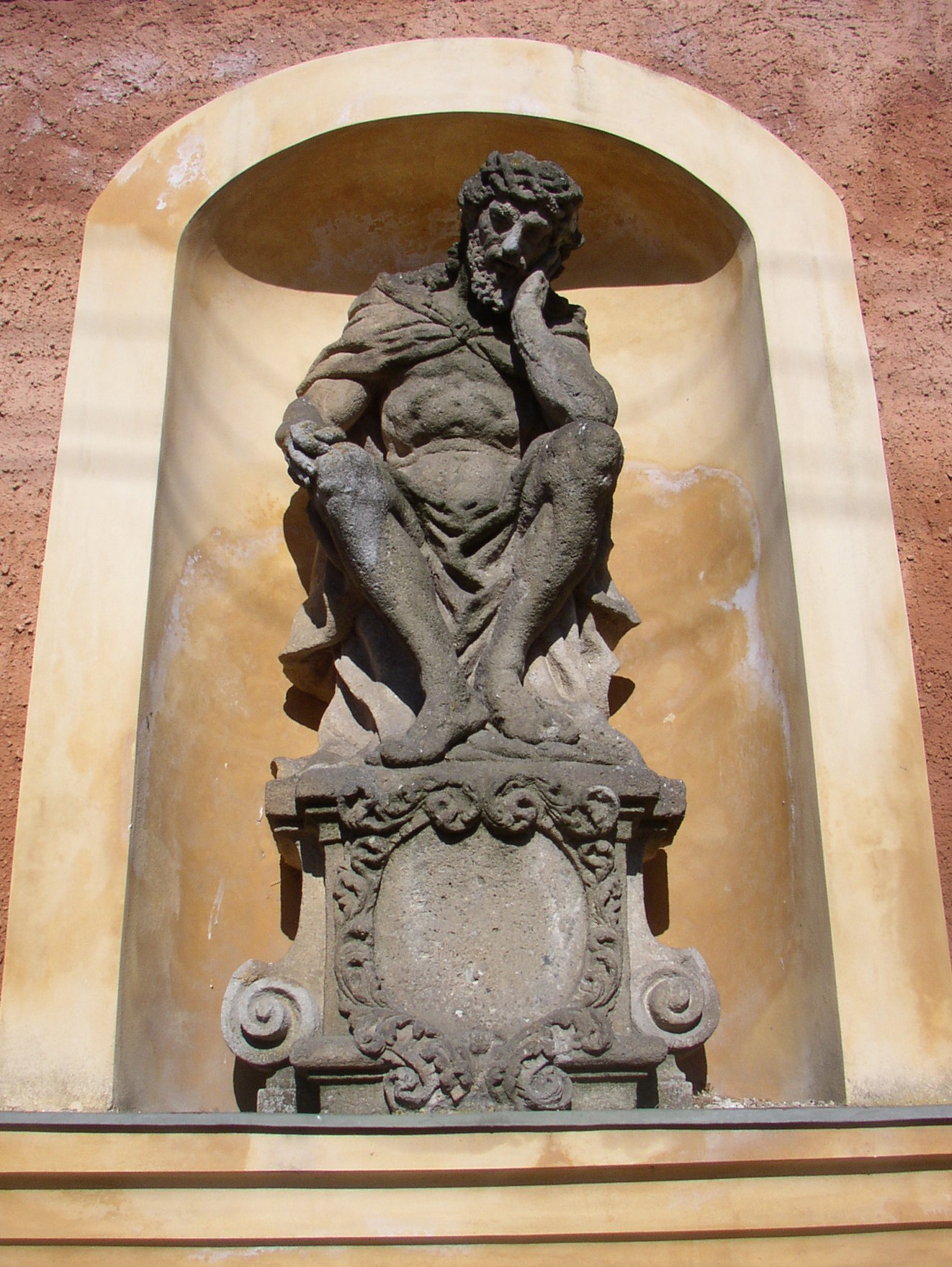
Socha odpočívajícího Krista v nároží ohradní zdi kostela sv. Martina v Tursku

Odpočívající Kristus též Kristus Trpitel nebo Posmívaný Kristus (řidčeji je tento výjev řazen pod typ Ecce homo) je umělecké zpodobení Krista odpočívajícího před ukřižováním (čekajícího na popravu), sedící postava si podpírá rukou hlavu. Vznik tohoto devočního motivu lze datovat na přelom 15. a 16. století.

## Příklady
- Socha odpočívajícího Krista (Markvartice)
- Odpočívající Kristus ze Seebergu
- socha odpočívajícího Krista ve Vamberku[1]
- Třeboň (kolem 1730, stříška 1. čtvrtina 19. století)[2]